# کنسرتو پیانو شماره ۲۰ (موتسارت)
کنسرتو پیانو شماره ۲۰ در ر مینور K.466 در سال ۱۷۸۵ توسط ولفگانگ آمادئوس موتسارت ساخته شد.

## پیش‌زمینه
کنسرتو شماره ۲۰ در گام ر مینور نوشته شده بود. این اولین کنسرتو پیانو موتسارت در گام مینور بود.
لودویگ فان بتهوون جوان این کنسرتو را تحسین می‌کرد و آن را در رپرتوار خود نگه می‌داشت. بتهوون همچنین برای این کنسرتو کادنزایی(WoO 58) نوشت. برامس، هومل، بوزونی، کلارا شومان و آلکان از دیگر آهنگسازانی بودند که برای کنسرتو شماره ۲۰ کادنزا نوشتند.

## موومان‌ها
کنسرتو شماره ۲۰ برای تکنوازی پیانو به همراه فلوت، دو ابوا، دو فاگوت، دو شیپور، دو ترامپت، تیمپانی و سازهای زهی آرشه‌ای نوشته شده هست.

این اثر، همانند فرم رایج در کنسرتو، از سه موومان تشکیل شده هست.
1. آلگرو در ر مینور، 4
4
2. رومانس(Romanze) در سی بمل ماژور، 2
2 (4
4 در برخی از نسخه‌ها)[۱]
3. روندو، آلگرو آسای در ر مینور (به همراه کودا در ر ماژور)، 2
2